# Daryl Hall
Daryl Hall (ur. 11 października 1946 w Pottstown, Pensylwania, Stany Zjednoczone) – amerykański wokalista, klawiszowiec, gitarzysta, autor tekstów i producent muzyczny. 
Przedstawiciel muzyki biały soul i pop-rock. W 1985 roku wziął udział w nagraniu charytatywnej piosenki We Are the World. Członek duetu Hall & Oates. Samodzielnie nagrał 5 albumów.

## Dyskografia
- Sacred Songs (1980, nagrany 1977)
- Three Hearts in the Happy Ending Machine (1986)
- Soul Alone (1993)
- Can't Stop Dreaming (1996 tylko w Japonii, w USA 2003)
- Live in Philadelphia (2004)